# Etilparaben
L'etilparaben è l'estere etilico dell'acido para-idrossibenzoico e come tale appartiene alla classe dei parabeni.
Viene utilizzato come additivo alimentare antimicotico, identificato dalla sigla E214.